# Caylee Cowan
Caylee Cowan est une actrice et productrice de télévision américaine, née le 19 mars 1998 à Los Angeles. Elle est surtout connue pour ses rôles dans Sunrise in Heaven (2019), Willy's Wonderland (2021) et Frank and Penelope (2022),,. Depuis janvier 2021, elle est en couple avec l'acteur Casey Affleck,.

## Filmographie

### Cinéma
- 2022 : Spinning Gold :  Farrah Lee
- 2022 : Frank and Penelope :  Penelope
- 2022 : Geo :  Gemma
- 2021 : Bad Detectives :  Holly Martins
- 2021 : Willy's Wonderland :  Kathy
- 2020 : Incision :   Becca Landry
- 2019 : Sunrise in Heaven : Jan Hurst
- 2018 : Everything Will Happen Before You Die : Jasmine

### Séries télévisées
- 2020 : Forever Love :  Jan Hurst
- 2019 : Easter Egg :  C3AI
- 2019 : Lethal Weapon :  Waitress
- 2019 : Life in LA :  Kelly